# Спонсіан
Спонсіан (лат. Sponsianus) — можливо, був римським узурпатором у ІІІ столітті. На його існування вказує серія монет з його ім'ям, що нібито є частиною скарбу, розкопаного у XVIII столітті. Жодна відповідна постать на ім'я Спонсіан не згадується в жодних античних джерелах, і широко поширена думка, що монети є роботою сучасних фальшивомонетників. Дослідження слідів зносу на монетах, опубліковане в листопаді 2022 року, дійшло висновку, що монети є автентичними, що підтверджує існування Спонсіана як історичної постаті. Однак методологія та висновки дослідження були піддані критиці з боку низки науковців.
Якби історичний Спонсіан існував, він міг би бути активним під час кризи ІІІ століття, найімовірніше, у провінції Дакія. Він міг проголосити себе імператором у 260-х роках, після того, як Дакія була відрізана від решти імперії під час правління Галлієна. Інша можливість полягає в тому, що він був активним раніше, за часів правління Філіпа Араба або його сина Філіпа II.

## Дискусія
Єдиним доказом існування Спонсіана є його ім'я на кількох подвійних авреях та срібній монеті, яку, як повідомляється, було знайдено у скарбі в Трансильванії в 1713 році, а згодом розпорошено між кількома колекціями. Одна з них зберігалася в Гантеріанському музеї при Університеті Глазго, де також зберігалися три інші монети з цього скарбу. Інша увійшла до заповіту барона Самуеля фон Брюкенталя, габсбурзького губернатора Трансільванії. До скарбу входили й інші монети з іменами Філіпа Араба та Гордіана III, серед інших.
Традиційною думкою нумізматів було вважати ці монети неавтентичними: У 1868 році французький нумізмат Анрі Коен відкинув їх як «дуже низькоякісні сучасні підробки». Проблеми з авреями подвійні: по-перше, аверс монети є «варварським і дивним» згідно з висновками «Римського імператорського карбування» (британського каталогу римської імператорської валюти), а реверс монети є копією республіканського денарія, викарбуваного у 135 році до нашої ери. Монети також незвично важкі, схоже, були відлиті (замість більш звичного процесу карбування), а самі написи не відповідають тогочасним конвенціям. Однак, за словами античного нумізмата Вейна Сейлза, оскільки узурпатори та імператори того часу часто були ефемерними, відсутність подальших монет і незвичайні якості тих, що збереглися, не слід розглядати як доказ того, що Спонсіана насправді не існувало.

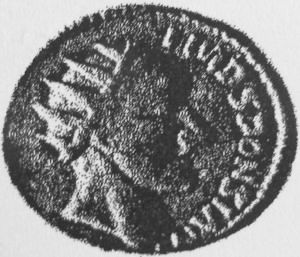
Aureus Sponsianus для любителів монет 1923 р

Після подальших досліджень у 2022 році група вчених стверджувала, що подряпини на одній монеті з ім'ям та зображенням Спонсіана, видимі під електронним мікроскопом, доводять, що вона перебувала в обігу в давнину. Пол Пірсон з Університетського коледжу Лондона очолював дослідження і сказав, що він був вражений підтвердженням того, що монету використовували. Єспер Еріксон заявив, що хімічний аналіз відкладень землі, знайдених у заглибленнях монети, показав, що монети були поховані в ґрунті протягом сотень років. На основі вищезгаданого аналізу інша монета з ім'ям Спонсіана, що зберігається в Музеї Брюкенталя в Сібіу в Трансільванії, також була перекласифікована як справжня.
Після аналізу Пірсона кілька дослідників розкритикували дослідження та його висновки. У статті для Times Literary Supplement Мері Берд припускає, що незвичайні особливості монети Спонсіана краще пояснюються тим, що вона є підробкою вісімнадцятого століття. Річард Абді, куратор колекції римських монет у Британському музеї, засудив дослідження, заявивши, що «вони повністю поринули у фантазію». У журналі Antigone Альфред Деал також стверджує, що монети є підробкою: він посилається на незвичну вагу монет Спонціануса, поганий напис і використання родового відмінка замість звичайного називного, вкрай нерегулярний процес лиття, який використовувався для їх виготовлення, імітацію республіканського реверсу, а також дивність інших монет, нібито знайдених в тому ж скарбі. Ці сумніви поділяють Олександр Бурше та Кирило Мизгін, які додають, що дуже рання знахідка і низький вміст золота можуть свідчити проти автентичності монет. Еліс Шарплес з Американського нумізматичного товариства підсумувала критику дослідження Пірсона, написавши, що «докази зносу та поверхневих відкладень не можуть переконливо свідчити про те, що вони не відбулися в сучасний період... Якщо подальші дослідження не дадуть більш певних відповідей, здається, що ці монети слід і надалі вважати сучасними підробками».
Дослідження Пірсона також привернуло значну увагу румунських нумізматів і класиків. Емануель Петац, президент Румунського нумізматичного товариства, заявив, що «монета не має нічого спільного з римським світом». На основі дизайну, який він характеризує як рудиментарний і химерний, та напису, він робить висновок, що монета не могла бути викарбувана імператором. Петац зазначає, що в легенді неправильно вказано його praenomen і cognomen, а також те, чиїм сином або онуком він був. Інший румунський академік, Флоріан-Матей Попеску, звернув увагу на відсутність письмових свідчень про Спонсіана або його ім'я - хоча ім'я Спонсіана засвідчене в римському світі в написах, вони дуже рідкісні. Попеску стверджує, що якщо монети справжні, що він вважає малоймовірним, то вони датуються періодом правління Філіпа Араба, який відкрив монетний двір у Дакії, де карбував малоцінні бронзи для виплат армії.

## Ім'я Спонсіан
Ім'я Спонсіан - автентичне, але надзвичайно рідкісне римське ім'я, що походить від латинського слова spondere - «урочисто обіцяти». Пірсон наводить лише один випадок, з поховального напису, де згадується невідома особа на ім'я Nicodemus Sponsianus, що датується початком першого століття. Цей напис не був опублікований до 1726 року, через кілька років після передбачуваного відкриття монет Спонсіана, і Пірсон розглядає це як аргумент на користь їхньої автентичності: фальсифікатор не знав би цього імені. Два інших приклади з'являються в Corpus Inscriptionum Latinarum, каталозі відомих латинських написів, всі вони датуються тим самим періодом, тоді як ще два написи дають скорочену форму Sposianus; всі п'ять написів походять з Риму. Один з останніх написів був опублікований Яном Грутером задовго до першої відомої появи монет, а крім нього відомі й інші приклади, тож фальшивомонетник міг знати або здогадуватися про існування такого імені.

## Теорії
Вчені запропонували кілька версій щодо того, коли і де міг діяти Спонсіан. Одне з пояснень, засноване на інших монетах, знайдених разом з авреєм, датує діяльність Спонціана 240-ми роками, під час правління Гордіана III (238-244 рр. н.е.) або Філіпа Араба (244-249 рр. н.е.). Виходячи з місця розташування його авреїв, деякі вчені припускають, що він міг організувати повстання в Паннонії. Ілкка Сивенне відносить повстання до початку правління Філіпа і ототожнює Спонсіана з невідомим Северусом Хостіліаном, згаданим у пізніших візантійських історіях (хоча він зазначає, що докази є непрямими).
Інше пояснення полягає в тому, що він був військовим командиром, який коронував себе як імператор, коли Дакія була відрізана від решти імперії близько 260 року. В умовах триваючої пандемії та громадянської війни, а також фрагментації імперії в той час, Спонсіан міг взяти на себе верховне командування, щоб захистити військове та цивільне населення Дакії, поки порядок не буде відновлено. Зрештою, римляни евакуювали Дакію між 271 і 275 роками. За словами Йеспера Еріксона:
Ми вважаємо, що він був відповідальним за збереження контролю над військовими та цивільним населенням, оскільки вони були оточені і повністю відрізані. Для того, щоб створити функціонуючу економіку в провінції, вони вирішили карбувати власні монети.
Римська імперія в цей період була вкрай нестабільною; багато периферійних територій були покинуті напризволяще. Зокрема, Дакія була залишена Авреліаном у 270-х роках після того, як її стало надто важко захищати. Спонсіан міг опинитися відповідальним за тисячі людей, без підтримки центральної влади імперії, в оточенні ворожих племен; в цьому контексті прийняття Спонсіаном титулу імператора характеризується як спроба підтримати порядок. Він мав би доступ до військових сил, що складалися з двох легіонів та пов'язаного з ними допоміжного персоналу, загальною чисельністю в десятки тисяч солдатів. Жодних інших доказів правління Спонсіана не знайдено, а якщо він і існував, то це, схоже, вказує на те, що Спонсіан був або незацікавлений, або не мав успіху в розширенні своєї території.